# صموئيل جاكسون
صموئيل جاكسون (15 يوليو 1859 - 19 يوليو 1941) (بالإنجليزية: Samuel Jackson)‏ هو لاعب كريكت بريطاني وبريطاني (وحمل سابقاً جنسية المملكة المتحدة لبريطانيا العظمى وأيرلندا).